# Teatro Municipal de Jaguariúna
O Teatro Municipal de Jaguariúna, conhecido também como Teatro Dona Zenaide, é um teatro localizado na cidade brasileira de Jaguariúna, do estado de São Paulo. É um exemplo de arquitetura contemporânea. Tendo sido nomeado em homenagem à dona Clotide Fracchetta Chiavegato, mais conhecida como Dona Zenaide. Está localizado na Rua Alfredo Bueno, Jaguariúna Centro.

## História
O nome do Teatro Municial de Jaguariúna, Teatro Dona Zenaide, é uma homenagem à dona Clotide Fracchetta Chiavegato (conhecida como Dona Zenaide), falecida em 2003, aos 94 anos, em reconhecimento ao seu trabalho em favor da grande comunidade de Jaguariúna. O prédio, que abrigou durante anos o cinema da cidade, foi inaugurado em 2008. O projeto de reforma do prédio foi desenvolvido para atender todos os eventos culturais mais importantes de Jaguariúna. O grande espaço multiuso recebe artistas brasileiros e internacionais em exposições, música, coral, dança, teatro e palestras.

## Organização
Com capacidade para 420 lugares, o espaço conta com dois camarins, rampas de acesso para pessoas com deficiência física, palco com oito metros de boca e dez metros de profundidade e uma grande galeria de arte. O prédio de 1,4 mil metros quadrados aproveitou a estrutura do antigo Cine Santa Maria, já desativado, construído em 1930.
As produções da Prefeitura de Jaguariúna e apresentadas no Teatro Municipal são gratuitas possibilitando o mais possível o acesso irrestrito do público à cultura.